# Zjeglartsi
Zjeglartsi (bulgariska: Жегларци) är ett distrikt i Bulgarien.   Det ligger i kommunen obsjtina Tervel och regionen Dobritj, i den nordöstra delen av landet, 300 km öster om huvudstaden Sofia.
Trakten runt Zjeglartsi består till största delen av jordbruksmark. Runt Zjeglartsi är det ganska glesbefolkat, med 35 invånare per kvadratkilometer.